# バタクラン (劇場)
座標: 北緯48度51分47秒 東経2度22分15秒 / 北緯48.86306度 東経2.37083度バタクラン（フランス語：Bataclan）とは、1864年に建築家シャルル・デュバルによってフランス、パリ市11区ヴォルテール大通り50に建てられた劇場である。名称はジャック・オッフェンバックのオペレッタ（シノワズリミュージカル）のバタクランに由来する。

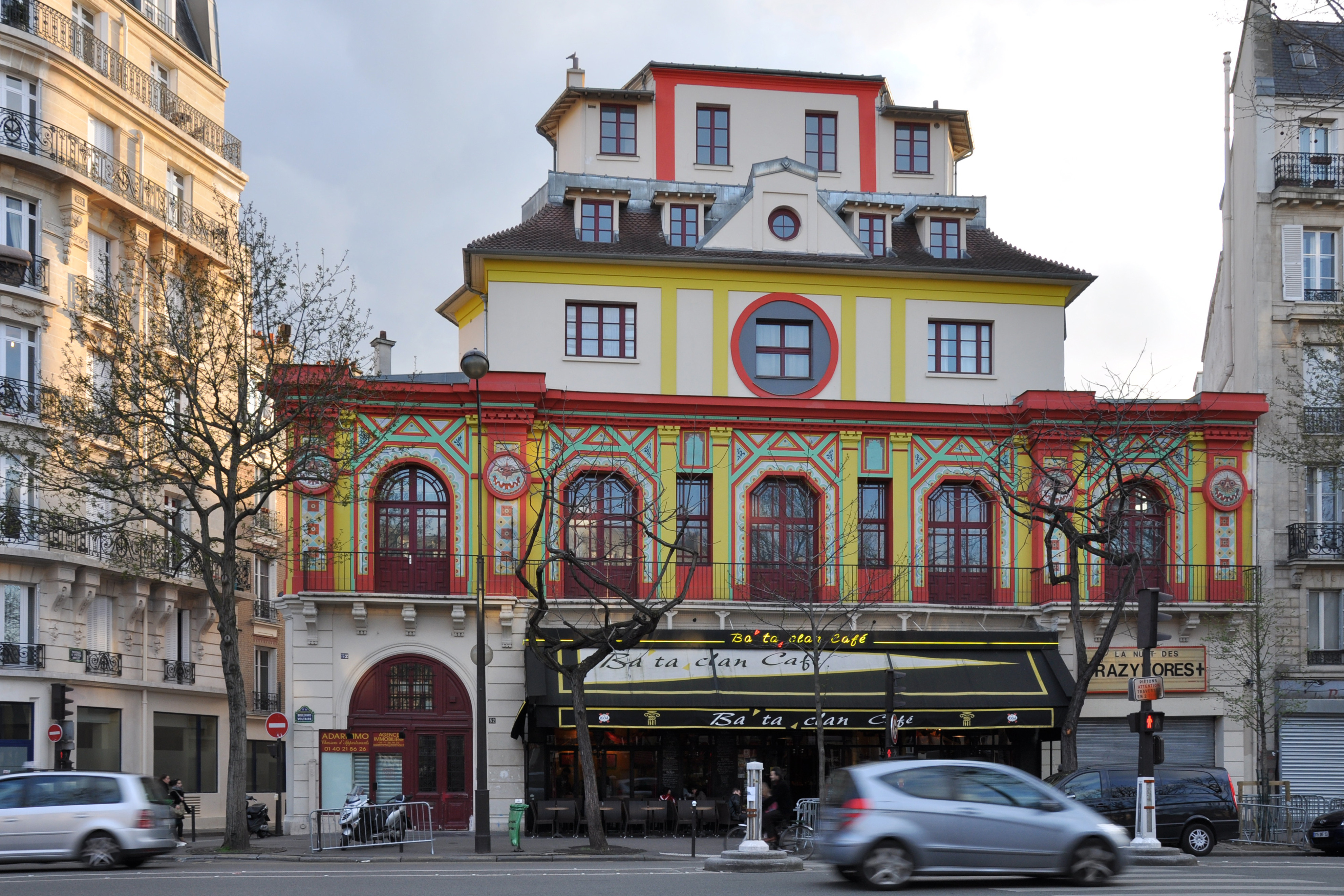
バタクラン劇場

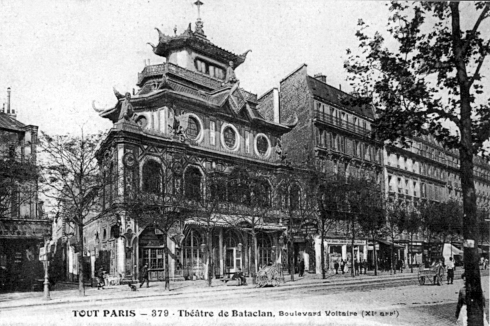
頂上の屋根があった当初の姿。1900年ごろ

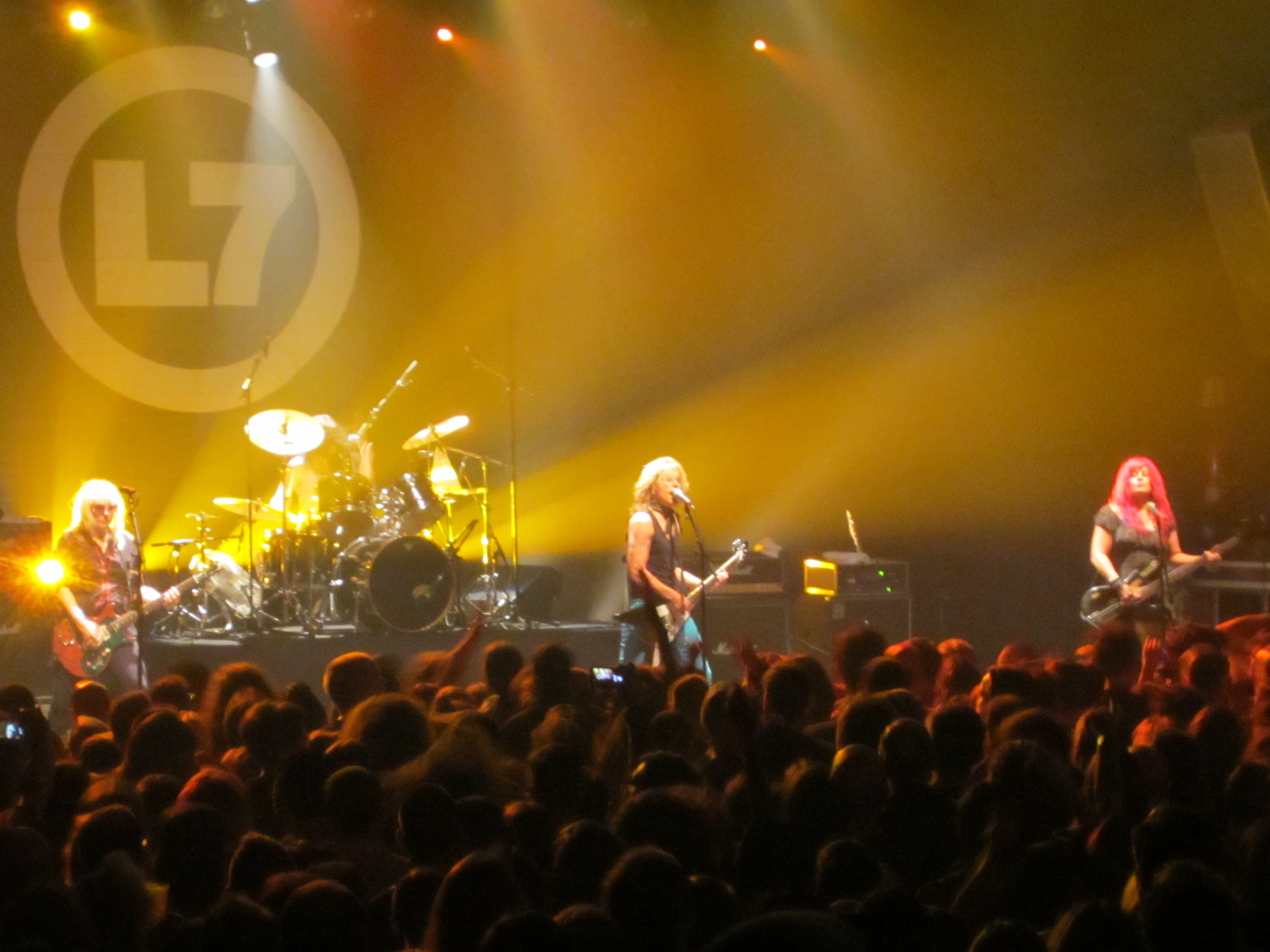
L7の公演中の館内（2015年1月17日）

1991年3月11日に、フランスの歴史的建築物として登録されている。

## 歴史
元は"Grand Café Chinois"というシノワズリスタイルの大きなコンサートカフェだった。地上階は大きなダンスホールで、地下１階はカフェを兼ねた劇場であった。コンサートではウジェーヌ・スクリーブなどの最高のヴォードヴィルが行われることでよく知られていた。
建築家のシャルル・デュバルによって1864年に設計・建築され、1865年2月3日にAndré-Martin Pârisの下で開業した。そして1892年に歌手のPaulusに売却され、その後は何度も別の所有者の手に渡った。1910年には建物がリニューアルされ、レヴュー専門の劇場となり、そこではモーリス・シュヴァリエなどの俳優が成功を収めていった。
1926年に建物はふたたび売却され、映画館に置き換わった。1933年には内部で火災が起き、建物の一部が取り壊しとなった。1969年に映画館は閉館し、以後は多目的ホールとして活用された。2006年に元の色に塗り替えられたが、仏塔風の屋根は取り壊わされた。
2015年9月からはラガルデールグループのエンターテインメント部門の傘下となった。

## 代表的な公演
- 海外

　1970年代以降、バタクランはパリのロック界では「伝説の劇場」とされていた。
- 日本

　日本人アーティストとしてきゃりーぱみゅぱみゅやPerfume、KOKIA、ONE OK ROCKなどが公演を行っている。

## パリ同時多発テロ事件
2015年11月13日に発生したパリ同時多発テロ事件では標的の一つとされた。アメリカのロックバンドのイーグルス・オブ・デス・メタルのコンサートの最中に4人のテロリストが乱入して、10分程度銃を乱射した後、観客を人質として立てこもった。その後、14日未明に治安部隊が突入して、テロリストは3人が自爆により死亡、1人が射殺された。89人が死亡した。
40年間に渡りバタクラン劇場の所有者だったユダヤ人兄弟（兄のパスカル・ラルーはUJAマッカビ・パリ・メトロポールのオーナー）は、襲撃事件の2か月前に同劇場を売却しており、一人はイスラエルに移民したばかりだった。二人によると、以前から親イスラエル的なイベントをよく開催していたことから、同劇場は反シオニストグループの攻撃対象になっていたという。

## 参考資料
1. ↑  Cela se vérifie, par exemple, dans l'article de Géo I. Snell, Le Concert du Géant, paru dans L'Art lyrique et le music-hall. Journal indépendant des cafés-concerts, concerts et théâtres, 23 octobre 1898, page 6.
2. ↑  "Notice no PA00086554". base Mérimée, ministère français de la Culture. {{cite web}}: Cite webテンプレートでは|access-date=引数が必須です。 (説明)
3. ↑  ISRAEL VALLEY. ETAT D'URGENCE. Hyper-Attentats à Paris. +127 morts.
4. ↑   André Sallée, Philippe Chauveau, Music-Hall et café-concert, Paris, Bordas, 1985
5. ↑  “The Bataclan theater, the epicenter of the terror attacks in Paris”.   Washington Post (2015年11月13日). 2015年11月13日閲覧。
6. ↑  LAGARDÈRE LIVE ENTERTAINMENT ANNOUNCES ACQUISITION OF THE BATACLAN VENUE Lagardere, September 29, 2015
7. ↑  Le Bataclan: Attack Occurred at One of Paris' Most Legendary Clubs(ローリング・ストーン DAVID BROWNE著) 2015年11月17日確認
8. ↑  “パリ、週末の悪夢 同時テロ”. 朝刊 (朝日新聞社). (2015年11月15日) 2015年11月17日閲覧。
9. ↑  “Peace on Earth”. (2015年11月16日) 2019年2月21日閲覧。
10. ↑  青田秀樹 (2015年11月15日). “厳戒下、テロ再び ホール乱射、銃声10分間やまず パリ同時テロ”. 朝日新聞 朝刊 (朝日新聞社) 2015年11月17日閲覧。
11. ↑  青田秀樹、高久潤 (2015年11月14日). “パリ同時テロ、120人超死亡 仏非常事態宣言、国境封鎖”. 朝日新聞 夕刊 (朝日新聞社) 2015年11月17日閲覧。
12. ↑  “パリで同時テロ、120人死亡 劇場など6カ所、自爆・乱射 全土に非常事態宣言”. 毎日新聞. (2015年11月14日) 2015年11月14日閲覧。
13. ↑  高久潤 (2015年11月17日). “テロの影、おびえるパリ 発砲情報拡散、パニックも 共和国広場、数千人追悼”. 朝日新聞 朝刊 (朝日新聞社) 2015年11月17日閲覧。
14. ↑  HistoriqueUJA Maccabi paris
15. ↑  Pascal Laloux entre en scèneLe Parisien, 09 Juil. 2012,
16. 1 2  Jewish owners recently sold Paris’s Bataclan theater, where IS killed dozensThe Times of Israel, November 14, 2015